# Coupe du monde de combiné nordique 2000-2001
Navigation
1999–2000 2001–2002
| \| Kuopio Ramsau Val di Fiemme Lillehammer Reit im Winkl Liberec Oslo \| Les sites des compétitions en Europe. |
| Kuopio Ramsau Val di Fiemme Lillehammer Reit im Winkl Liberec Oslo                                             |

| \| Park City Steamboat Springs \| Les sites des compétitions aux États-Unis. |
| Park City Steamboat Springs                                                  |

| \| Nayoro Sapporo \| Les sites des compétitions au Japon. |
| Nayoro Sapporo                                            |

La Coupe du monde de combiné nordique 2001 vit deux épreuves, initialement prévues à Schonach, déplacées à Reit im Winkl : la Coupe de la Forêt-noire n'eut donc pas lieu cette saison-là. Son classement final est le suivant.

## Classement final
| Rang | Nom               | Pays               | Points |
| ---- | ----------------- | ------------------ | ------ |
| 1    | Felix Gottwald    | Autriche           | 1785   |
| 2    | Ronny Ackermann   | Allemagne          | 1342   |
| 3    | Bjarte Engen Vik  | Norvège            | 1209   |
| 4    | Kristian Hammer   | Norvège            | 1195   |
| 5    | Samppa Lajunen    | Finlande           | 1010   |
| 6    | Ladislav Rygl     | République tchèque | 900    |
| 7    | Marco Baacke      | Allemagne          | 851    |
| 8    | Todd Lodwick      | États-Unis         | 848    |
| 9    | Christoph Eugen   | Autriche           | 752    |
| 10   | Sebastian Haseney | Allemagne          | 733    |

## Calendrier
| Étape                                               | Date             | Épreuve                             | Vainqueur                                                   | Deuxième                                                   | Troisième                                                       | Leader de la coupe du monde |
| Kuopio                                              |                  |                                     |                                                             |                                                            |                                                                 |                             |
| 1.                                                  | 2 décembre 2000  | Sprint – K120 / 7,5 km              | Felix Gottwald                                              | Ronny Ackermann                                            | Marko Baacke                                                    | Felix Gottwald              |
| 2.                                                  | 3 décembre 2000  | Mass start – K120 / 10 km           | Felix Gottwald                                              | Bjarte Engen Vik                                           | Ronny Ackermann                                                 | Felix Gottwald              |
| Ramsau                                              |                  |                                     |                                                             |                                                            |                                                                 |                             |
| 3.                                                  | 9 décembre 2000  | Mass start – K90 / 10 km            | Épreuves annulées                                           | Épreuves annulées                                          | Épreuves annulées                                               | Felix Gottwald              |
| 4.                                                  | 10 décembre 2000 | Sprint – K90 / 7,5 km               | Épreuves annulées                                           | Épreuves annulées                                          | Épreuves annulées                                               | Felix Gottwald              |
| Val di Fiemme                                       |                  |                                     |                                                             |                                                            |                                                                 |                             |
| 5.                                                  | 16 décembre 2000 | Gundersen individuel – K120 / 15 km | Épreuve annulée                                             | Épreuve annulée                                            | Épreuve annulée                                                 | Felix Gottwald              |
| Lillehammer                                         |                  |                                     |                                                             |                                                            |                                                                 |                             |
| 6.                                                  | 29 décembre 2000 | Sprint – K120 / 7,5 km              | Kristian Hammer                                             | Bjarte Engen Vik                                           | Samppa Lajunen                                                  | Felix Gottwald              |
| 7.                                                  | 30 décembre 2000 | Gundersen individuel – K120 / 15 km | Bjarte Engen Vik                                            | Samppa Lajunen                                             | Ladislav Rygl                                                   | Felix Gottwald              |
| Reit im Winkl                                       |                  |                                     |                                                             |                                                            |                                                                 |                             |
| 8.                                                  | 3 janvier 2001   | Mass start – K90 / 10 km            | Bjarte Engen Vik                                            | Felix Gottwald                                             | Hannu Manninen                                                  | Felix Gottwald              |
| 9.                                                  | 5 janvier 2001   | Sprint – K90 / 7,5 km               | Ronny Ackermann                                             | Felix Gottwald                                             | Bjarte Engen Vik                                                | Felix Gottwald              |
| 10.                                                 | 7 janvier 2001   | Gundersen individuel – K90 / 15 km  | Kristian Hammer                                             | Bjarte Engen Vik                                           | Ronny Ackermann                                                 | Felix Gottwald              |
| Park City                                           |                  |                                     |                                                             |                                                            |                                                                 |                             |
| 11.                                                 | 19 janvier 2001  | Sprint – K120 / 7,5 km              | Felix Gottwald                                              | Ronny Ackermann                                            | Kristian Hammer                                                 | Felix Gottwald              |
| 12.                                                 | 21 janvier 2001  | Par équipes – K90 / 3 x 5 km        | Finlande I- Hannu Manninen - Samppa Lajunen - Jaakko Tallus | Autriche- Christoph Eugen - Felix Gottwald - David Kreiner | Norvège I- Kenneth Braaten - Kristian Hammer - Bjarte Engen Vik | Felix Gottwald              |
| Steamboat Springs                                   |                  |                                     |                                                             |                                                            |                                                                 |                             |
| 13.                                                 | 25 janvier 2001  | Gundersen individuel – K120 / 15 km | Todd Lodwick                                                | Felix Gottwald                                             | Ladislav Rygl                                                   | Felix Gottwald              |
| 14.                                                 | 27 janvier 2001  | Sprint – K90 / 7,5 km               | Sebastian Haseney                                           | Marko Baacke                                               | Felix Gottwald                                                  | Felix Gottwald              |
| Liberec                                             |                  |                                     |                                                             |                                                            |                                                                 |                             |
| 15.                                                 | 10 février 2001  | Gundersen – K120 / 15 km            | Ronny Ackermann                                             | David Kreiner                                              | Sebastian Haseney                                               | Felix Gottwald              |
|                                                     |                  |                                     |                                                             |                                                            |                                                                 |                             |
| Lahti Championnats du monde (15 au 25 février 2001) |                  |                                     |                                                             |                                                            |                                                                 |                             |
|                                                     |                  |                                     |                                                             |                                                            |                                                                 |                             |
| Nayoro                                              |                  |                                     |                                                             |                                                            |                                                                 |                             |
| 16.                                                 | 1er mars 2001    | Mass start – K90 / 10 km            | Felix Gottwald                                              | Samppa Lajunen                                             | Bjarte Engen Vik                                                | Felix Gottwald              |
| Sapporo                                             |                  |                                     |                                                             |                                                            |                                                                 |                             |
| 17.                                                 | 3 mars 2001      | Gundersen – K120 / 15 km            | Kristian Hammer                                             | Samppa Lajunen                                             | Felix Gottwald                                                  | Felix Gottwald              |
| Oslo                                                |                  |                                     |                                                             |                                                            |                                                                 |                             |
| 18.                                                 | 9 mars 2001      | Gundersen – K115 / 15 km            | Felix Gottwald                                              | Bjarte Engen Vik                                           | Marko Baacke                                                    | Felix Gottwald              |
| 19.                                                 | 10 mars 2001     | Sprint – K120 / 7,5 km              | Felix Gottwald                                              | Hannu Manninen                                             | Kristian Hammer                                                 | Felix Gottwald              |